# Ricina
Ricina és una lectina altament tòxica que és produïda en les llavors de la planta del ricí (Ricinus communis). Una dosi de ricina purificada de la mida de pocs grans de sal pot matar una persona adulta. La dosi letal mitjana LD50 de ricina és d'uns 22 micrograms per quilo de pes corporal si l'exposició és per injecció o inhalació (1,78 mil·ligrams per a un adult mitjà).
S'ha usat en el terrorisme i en la guerra química.

## Bioquímica
La ricina està classificada com a ribosome-inactivating protein (RIP). del tipus 2 i està composta de dues cadenes de proteïnes que formen un complex heterodimèric.